# Il castello (programma televisivo)
Il castello è stato un gioco televisivo trasmesso dal 2002 al 2003 su Rai 1 nella fascia dell'access-prime time dal lunedì al sabato, condotto da Pippo Baudo, Carlo Conti e Mara Venier, che si alternavano in tale ordine ogni settimana.

## Il programma
Questo gioco, ideato da Baudo, venne trasmesso per la prima volta all'interno della Domenica in da lui condotta nella stagione 1991-1992 ed in seguito all'interno del varietà di Rai 1 Partita doppia trasmesso nel 1992-1993 (anch'esso condotto da Baudo) e richiamava, nelle atmosfere e nel tipo di giochi, anche Luna Park, storico quiz preserale andato in onda su Rai 1 dal 1994 al 1997 di cui Baudo, Conti e Venier erano stati presentatori. Originariamente doveva far parte del cast dei conduttori anche Amadeus, ma alla fine rifiutò la conduzione per i troppi impegni lavorativi.
Il programma era trasmesso dallo Studio 6 del Centro di Produzione Rai di Saxa Rubra a Roma.
Fu trasmesso dal 16 dicembre 2002 al 7 giugno 2003 in sostituzione del programma La zingara (che era uno spin-off di Luna Park), cancellato per bassi ascolti, e si scontrò con Striscia la notizia in onda alla stessa ora su Canale 5. Pur non riuscendo ad eguagliare gli ascolti del programma rivale (che in quell'annata aveva una media di 8,8 milioni di telespettatori), la trasmissione riuscì comunque ad avere una più che soddisfacente media di 5,5 milioni di telespettatori.
Nella stagione successiva, il programma fu sostituito da un altro game-show, Affari tuoi, condotto da Paolo Bonolis, che per la prima volta dopo molti anni riuscì a superare negli ascolti il tg satirico di Antonio Ricci.

## Scopo del gioco
A contendersi la partita c'erano due concorrenti: il "cavaliere" (il campione), e il "gufo" (lo sfidante); quest'ultimo rimaneva nascosto dietro le quinte e si mostrava solo se si aggiudicava la puntata per partecipare al gioco finale del drago. Di conseguenza, quando il presentatore si rivolgeva a esso, veniva inquadrato un animatrone rappresentante un gufo con occhiali e cappello.
La trasmissione ha avuto due versioni che resero alcune prove differenti.
Per ogni prova, eccetto Le campane (2ª versione), La bambolina (2ª versione) e Il drago, se il concorrente sbagliava cedeva il turno all'avversario. La prima versione richiamava il format trasmesso dentro Domenica In.

### La castellana
Solo nella prima versione, venivano fornite alcune parole e i concorrenti dovevano cercare di indovinare un'altra che legava quelle fornite. Nella seconda versione, il gioco fu sostituito da un altro gioco, dove venivano dati indizi su un personaggio famoso e il concorrente doveva indovinare di chi si trattava. Era interpretata da Lucina Campisi.

### Le campane
- 1ª versione: una canzone veniva spezzettata in diverse parti. Lo scopo era ricomporre la canzone mettendo le parti nell'ordine giusto.
- 2ª versione: venivano fatti ascoltare degli estratti di alcune canzoni dopo aver fornito al concorrente un indizio. I concorrenti dovevano cercare di indovinarne i titoli, l'oggetto nascosto nel testo della canzone, o l'interprete.

### Il giullare
Solo nella prima versione. Veniva mostrata la foto rotta di un personaggio famoso e il giullare cantava un ritornello che rispecchiava il suddetto. Lo scopo del gioco era indovinare chi fosse quel personaggio.

### La bambolina
- 1ª versione: la bambolina esprimeva una frase senza parlare e i concorrenti dovevano cercare di indovinare tale frase.
- 2ª versione: la bambolina pronunciava una "parolina" e i concorrenti, a turno, dovevano dire entro trenta secondi il maggior numero possibile di termini che facessero rima con tale parola.

Era interpretata da Paola Grassia.

### Il mago
Al concorrente, venivano mostrate sette carte più altre sei coperte. Il concorrente doveva scoprire queste ultime e abbinarle con sei delle sette carte scoperte e motivare l'abbinamento.
Era interpretato da Stefano Antonucci.

### Il drago
Il gioco finale della trasmissione. Il concorrente campione doveva indovinare entro un tempo limite di 90 secondi 25 abbinamenti riguardanti una particolare categoria. Se li indovinava tutti, si aggiudicava il montepremi fino a quel momento accumulato, altrimenti non vinceva nulla. In ogni caso tornava di diritto a giocare nella puntata successiva.

## Ascolti TV
| Puntata         | Telespettatori | Share  |
| --------------- | -------------- | ------ |
| 3 gennaio 2003  | 5.621.000      | 20,99% |
| 13 gennaio 2003 | 5.341.000      | 17,79% |
| 17 gennaio 2003 | 5.721.000      | 20,44% |